# Карловски водопад
Ка̀рловският водопа̀д (до 29 юни 1942 г. Карловски Сучурум; поради непознаване на държавните документи на 1 февруари 1989 г. Карловски Сучурум е преименуван на Водопада), наричан и само Сучурум, е водопад в подножието на южния склон на Средна Стара планина.
Намира се на Стара река при нейното навлизане в Карлово. Височината на водния пад е около 8 m. Водопадът е разположен на 480 m н.в.. Веднага под него е изградена водноелектрическа централа „Левски“, а след нея е разположен най-северният парк на града.